# Goiânia (microregio)
Goiânia is een van de 18 microregio's van de Braziliaanse deelstaat Goiás. Zij ligt in de mesoregio Centro Goiano en grenst aan de mesoregio Sul Goiano in het oosten, zuiden en westen en de microregio's Anicuns in het noordwesten en Anápolis in het noorden. De microregio heeft een oppervlakte van ca. 6825 km². Midden 2004 werd het inwoneraantal geschat op 1.910.880.
Zeventien gemeenten behoren tot deze microregio:
| - Abadia de Goiás - Aparecida de Goiânia - Aragoiânia - Bela Vista de Goiás - Bonfinópolis - Caldazinha - Goianápolis - Goiânia - Goianira | - Guapó - Hidrolândia - Leopoldo de Bulhões - Nerópolis - Santo Antônio de Goiás - Senador Canedo - Terezópolis de Goiás - Trindade |

Mesoregio's: Centro Goiano · Leste Goiano · Noroeste Goiano · Norte Goiano · Sul Goiano

Microregio's: Anápolis · Anicuns · Aragarças · Catalão · Ceres · Chapada dos Veadeiros · Entorno de Brasília · Goiânia · Iporá · Meia Ponte · Pires do Rio · Porangatu · Quirinópolis · Rio Vermelho · São Miguel do Araguaia · Sudoeste de Goiás · Vale do Rio dos Bois · Vão do Paranã